# Chalcodryidae
A Chalcodryidae a rovarok (Insecta) osztályában a bogarak (Coleoptera) rendjébe, azon belül a mindenevő bogarak (Polyphaga) alrendjébe tartozó család. Az alrendjük a mindenevő bogarak (Polyphaga), amelyek a bogarak között a legváltozatosabb csoportot alkotják. A Chalcodryidae család fajai általában nedves, árnyékos élőhelyeken fordulnak elő, különösen az elhalt faanyagon, ahol fontos szerepet játszanak az ökoszisztémák lebontási folyamataiban. Bár morfológiailag különbözőek lehetnek, közös jellemzőik a robusztus testalkat és a különleges táplálkozási szokások.

## Leírás
A Chalcodryidae család a bogarak (Coleoptera) rendjének egyik kevésbé ismert, de különleges tagja, amely a rovarok (Insecta) osztályába tartozik. Az alrendjük a mindenevő bogarak (Polyphaga), amely a legnagyobb változatosságot mutató csoport a bogarak között. A család fajai elsősorban a déli félteke mérsékelt égövi területein találhatók, különösen Új-Zélandon és Ausztráliában.
A Chalcodryidae tagjai az elhalt faanyagok lebontásában játszanak szerepet, ahol különböző mikroorganizmusokkal együttműködve segítik a szerves anyagok lebomlását és újrahasznosítását az ökoszisztémában. Ezek a bogarak gyakran kisebb méretűek, testük erősen páncélozott, amely lehetővé teszi számukra, hogy a természetes élőhelyükön rejtve maradjanak.
A család rendszertani besorolása alapján a Polyphaga alrendbe tartozik, amely a bogarak legnagyobb és legösszetettebb csoportját alkotja. Ezen belül a Chalcodryidae különálló családként van nyilvántartva, de rendszertani helyzetük időnként átdolgozásra kerül, ahogy újabb genetikai és morfológiai kutatások derítik fel kapcsolataikat más családokkal.

## Fordítás
- Ez a szócikk részben vagy egészben  a   Chalcodryidae című norvég Wikipédia-szócikk fordításán alapul.  Az eredeti cikk szerkesztőit annak laptörténete sorolja fel. Ez a jelzés csupán a megfogalmazás eredetét és a szerzői jogokat jelzi, nem szolgál a cikkben szereplő információk forrásmegjelöléseként.